# Węgierska Górka
Węgierska Górka è un comune rurale polacco del distretto di Żywiec, nel voivodato della Slesia.
Ricopre una superficie di 77,06 km² e nel 2004 contava 14 606 abitanti.